# Валтер Хес
 Валтер Рудолф Хес (на немски: Walter Rudolf Hess) е швейцарски физиолог носител на Нобелова награда за физиология или медицина от 1949 г., връчена му в резултат на открития свързани с отбелязване на зоните на мозъка, които служат за контрол на вътрешните органи в човешкото тяло. Дели наградата си с Егаш Мониш.

## Биография

### Призход и младежки години
Валтер Хес е роден във Фрауенфелд, Швейцария в семейството на университетски преподавател по физика. Записва медицина в Лозанския университет, продължава образованието си в Берн, Цюрих, Берлин, Кил и се дипломира с докторска дисертация по медицина върху зависимостта между вискозитета на кръвта и сърдечната дейност в Цюрихския университет през 1906 г. Постъпва в местната болница, където работи и специализира хирургия и офталмология. По-късно открива собствен очен кабинет, който му донася добри доходи и известност като специалист.

### Научна кариера
През 1912 г. работи като преподавател по физиология в университета в Бон, Германия. Там работи върху регулацията на сърдечната дейност, кръвното налягане и във връзката им с дишането.
От 1917 г. е професор по физиология и директор на Цюрихския университет и работи там до пенсионирането си през 1951 г. Научната му работа е върху изследвания свързани с изучаване нервните механизми, с които се регулират и координират функциите на вътрешните органи в резултат на променящите се външни условия.
През 1948 г. публикува обобщения си труд „The Functional Organization of the Diencephalon“ („Функционална организация на диенцифалона“), който заради фундаменталните открития, прецизността и точността на проведените експерименти и анализа на фактите, става класически.

## Признание
Валтер Хес е член на Германската академия на естествоизпитателите „Леополдина“ и на Папската Академия на науките.
През 1949 г. Валтер Хес „за откриването на функционалната организация на междинния мозък като координатор на дейността на вътрешните органи“ поделя и получава половината от Нобелова награда за физиология или медицина с португалския невролог Егаш Мониш.